# 法金剛院

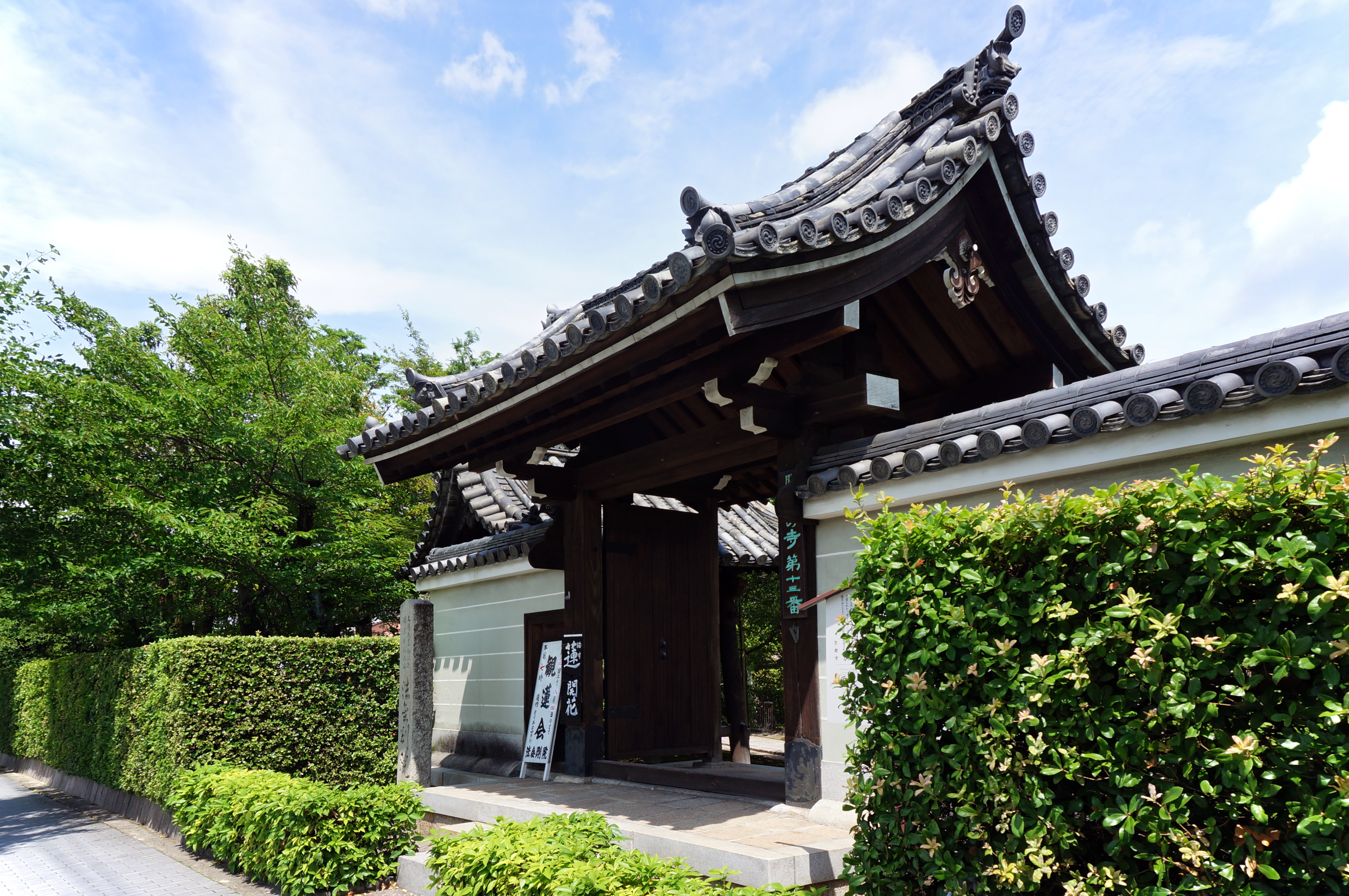
山門

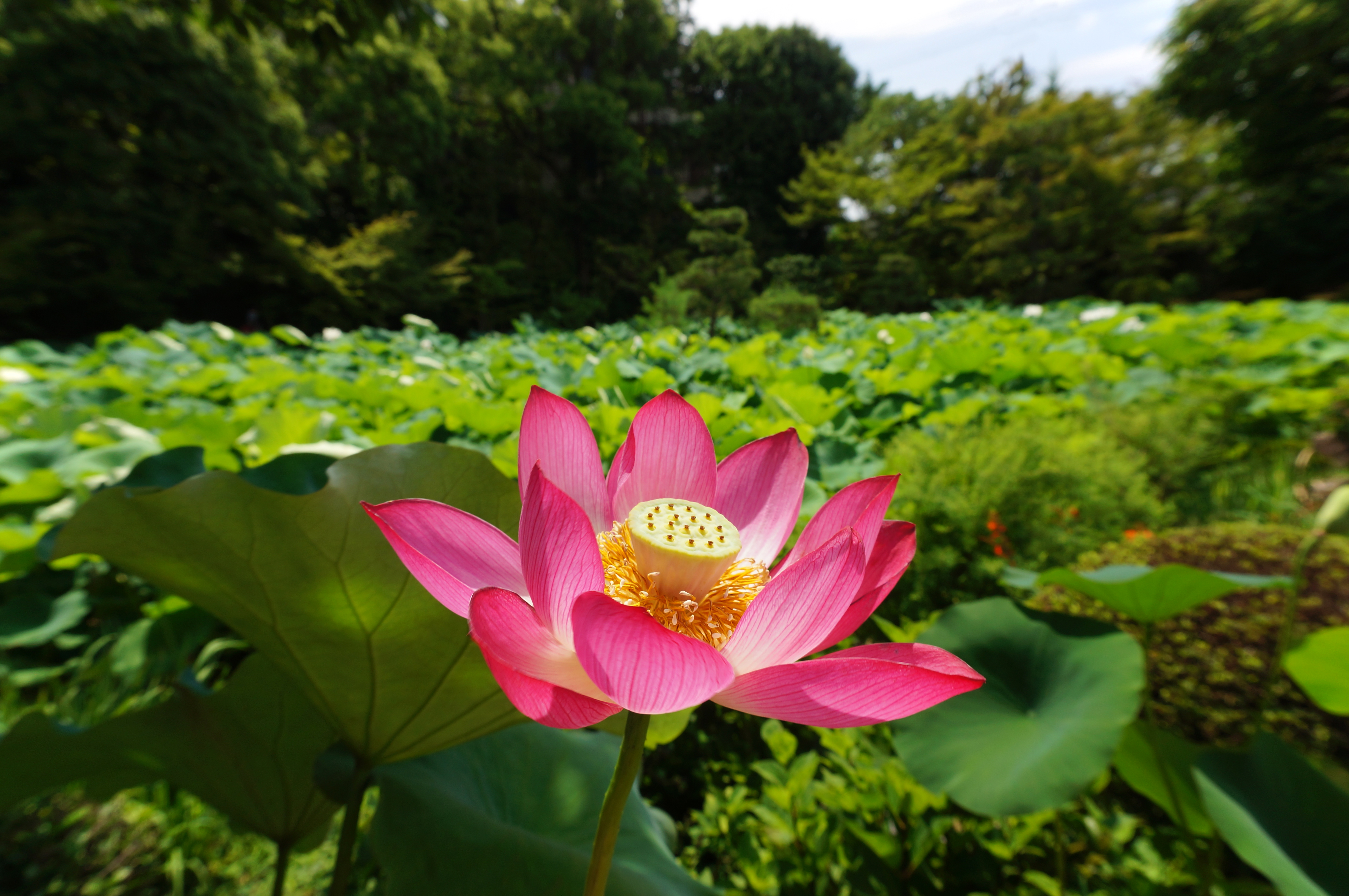
庭園（夏季）

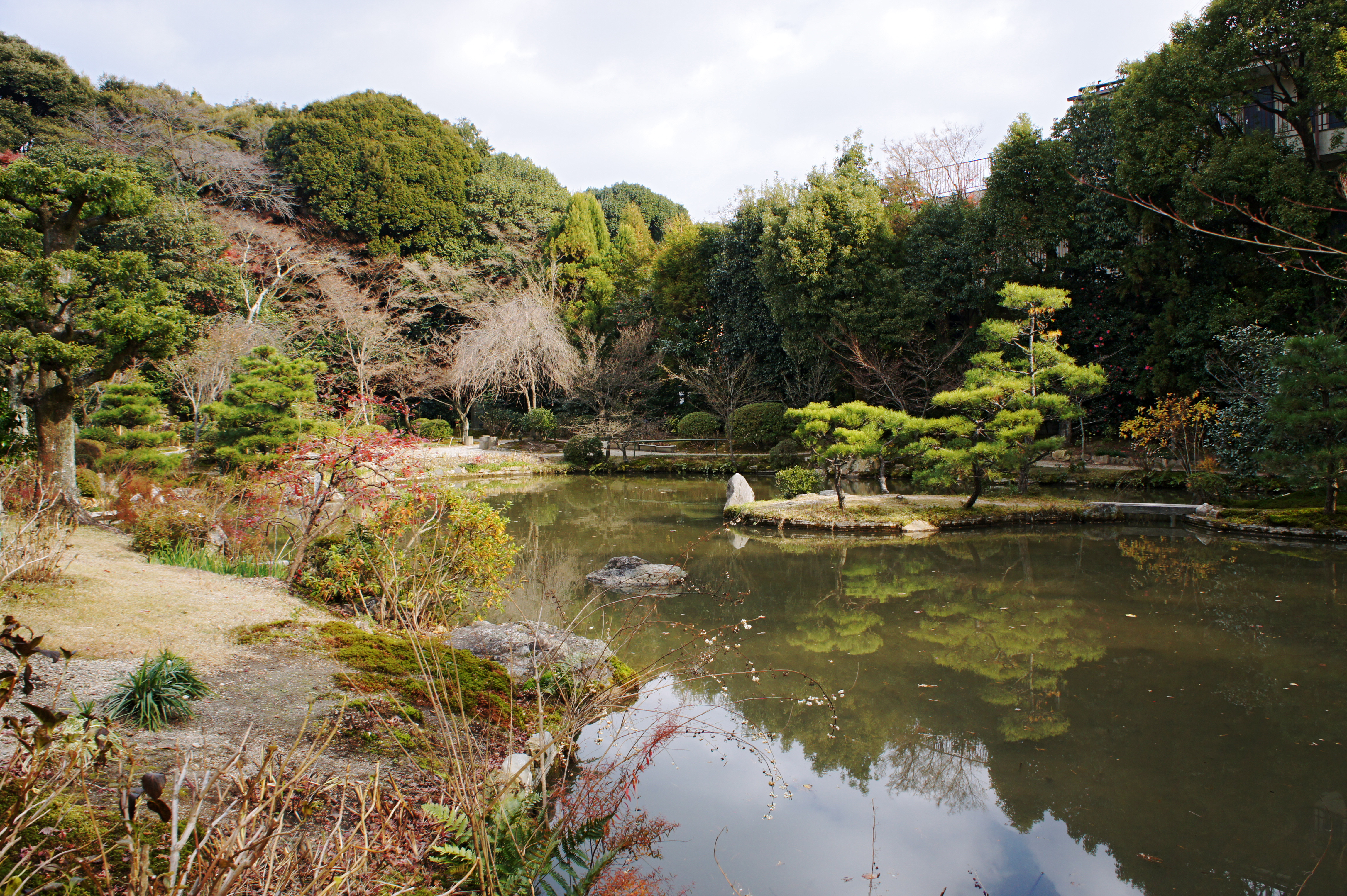
庭園（冬季）

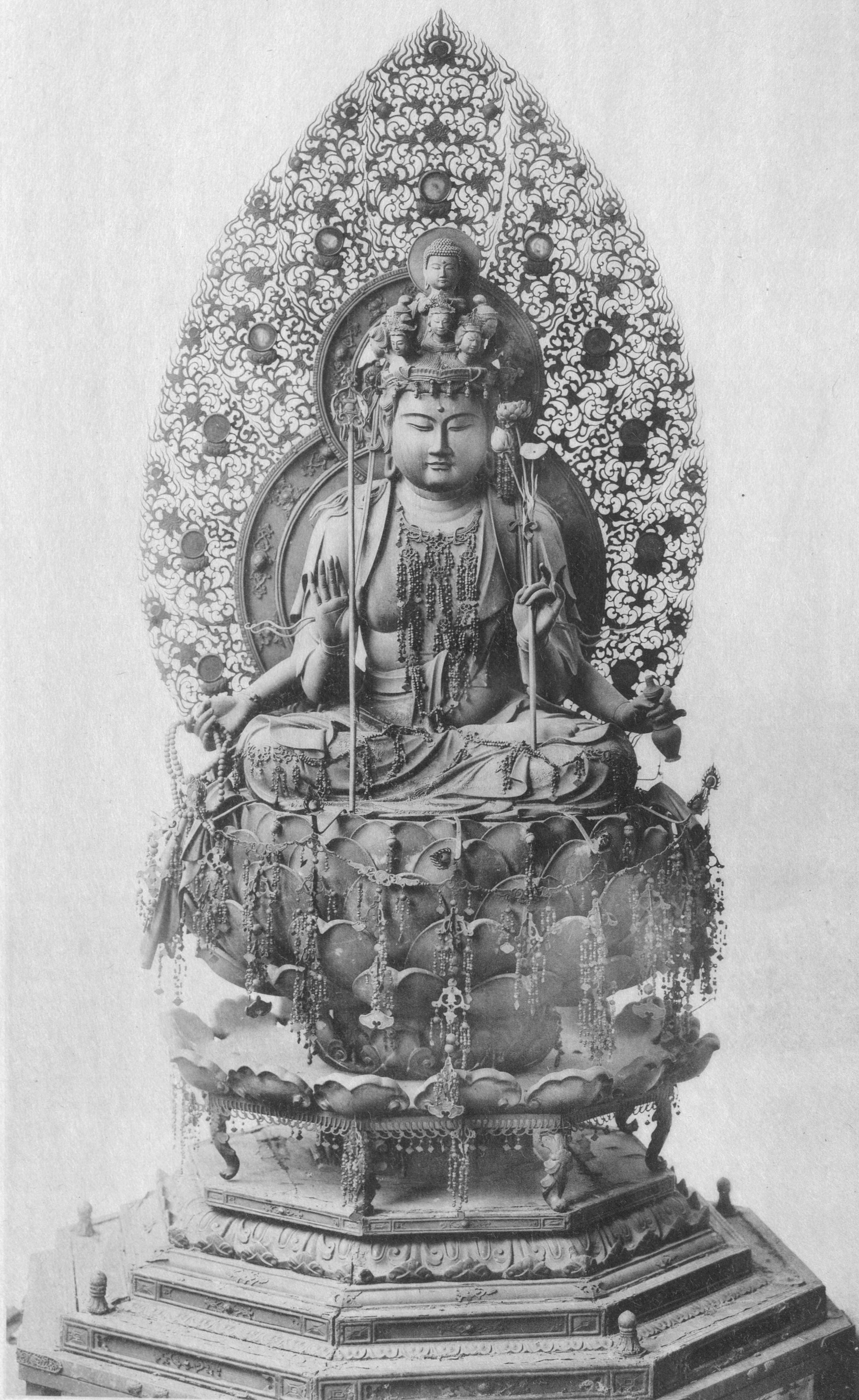
十一面観音像

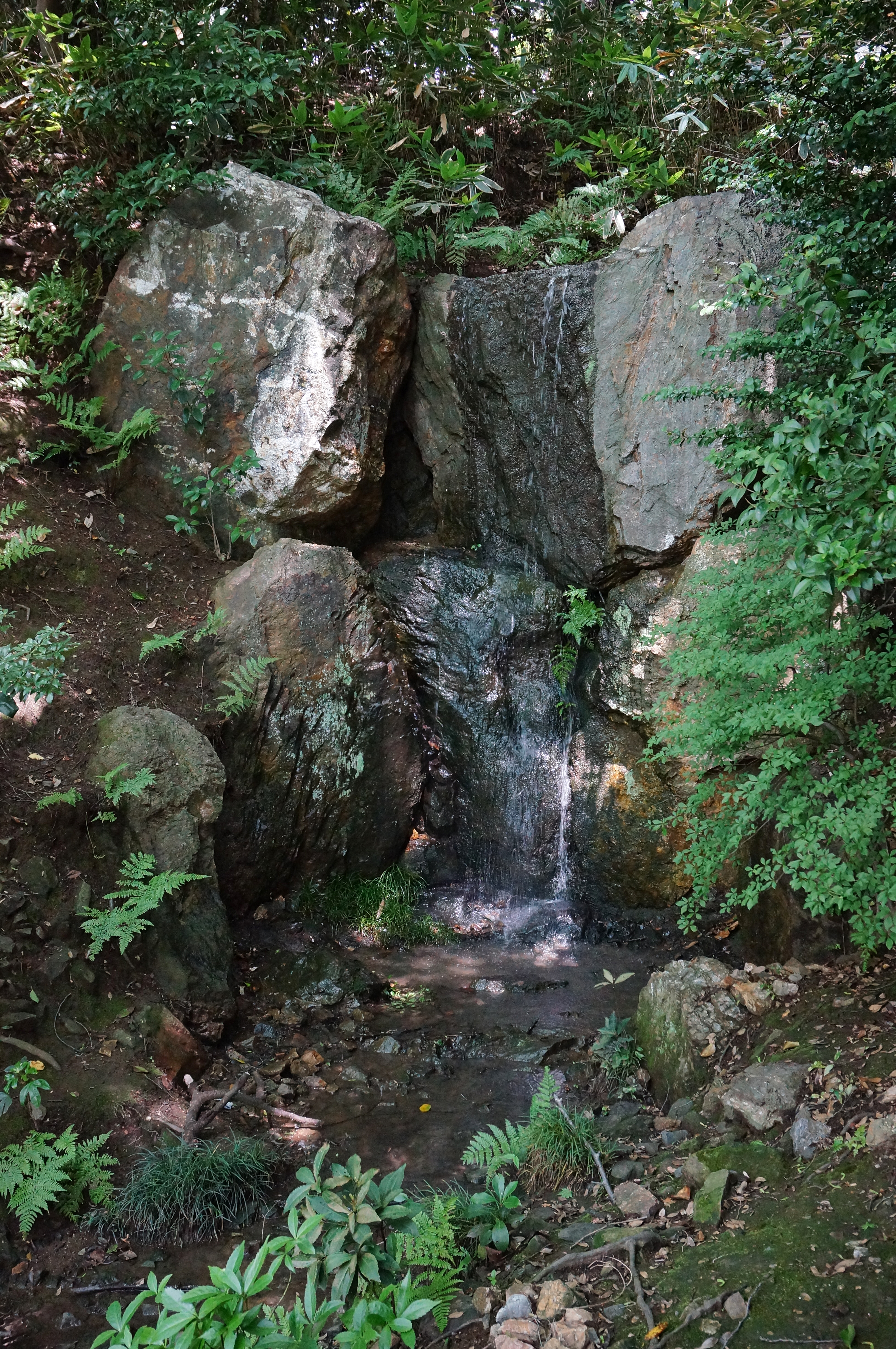
青女の瀧

法金剛院（ほうこんごういん）は、京都市右京区花園にある律宗の寺院。山号は五位山。本尊は阿弥陀如来。境内に現存する浄土式庭園の一隅にある青女の瀧は日本最古の人工の滝とされており、国の特別名勝に指定されている。法金剛院は、古くから名勝の地として知られる双ヶ丘の東麓にある。付近には妙心寺、仁和寺などの著名寺院や史跡も多い。

## 歴史
天長7年（830年）頃、この地に右大臣清原夏野（782年 - 837年）が山荘を構えたが、夏野の死後にその山荘を寺院に改め、名称を双丘寺としたのが当院の始まりであるという。その後、嵯峨天皇、淳和天皇の行幸をみ、さらに仁明天皇も行幸されたがその際に寺の背後にある内山に登り、景勝をめでて内山に五位の位を授けている。これにより、内山は五位山と呼ばれ当寺の山号も五位山とされた。
天安2年（858年）に文徳天皇の発願で伽藍が建立されて定額寺に列し、名を天安寺と改めた。その後、寺運は衰えたようだが、3世紀ほど経た平安時代末期の大治5年（1130年）に待賢門院（1101年 - 1145年）によって再興され、名称を法金剛院と改めている。待賢門院は藤原氏の出身で鳥羽天皇の中宮であり崇徳天皇、後白河天皇の母である。こうして最盛期を迎えた法金剛院は、四季折々の美しい草木や浄土式庭園を中心とし、池の西に現存する丈六の阿弥陀如来坐像（国宝）を祀る西御堂、南に九体阿弥陀堂と呼ばれる南御堂、東に待賢門院の御所などが立ち並んでいたというが、次第に衰微していった。
弘安2年（1279年）に円覚十万上人が律宗の寺院として復興し、また、融通念仏の拠点としたが、応仁の乱、天正の戦火、慶長地震などで大きく被災した。
元和3年（1617年）に照珍和尚が本堂や経蔵を再建している。
1970年（昭和45年）に平安時代末期の浄土式庭園の遺構が発掘され、復元されている。現存する国宝・阿弥陀如来像は像高2.2メートルを超える大作で、丈六阿弥陀堂の本尊と推定されている。

## 境内
- 仏殿 - 鉄筋コンクリート造の収蔵庫。本尊の国宝・阿弥陀如来坐像や他の諸仏を安置している。
- 礼堂 - かつての本堂。元和4年（1618年）再建。
- 釣殿 - 礼堂に接続して建てられている。
- 地蔵堂
- 苑池 - 平安時代末期の浄土式庭園の遺構で、現在は一面蓮に覆われている。
- 青女の滝（せいじょのたき、国指定特別名勝） - 日本最古の人工の滝とされる。待賢門院の発願により林賢と静意の作と伝わる。
- 五位山（国指定特別名勝）
- 花園西陵 - 待賢門院の陵墓。宮内庁の管理下にある。
- 玄関
- 庫裏
- 茶室
- 双ヶ丘保育園
- 中門
- 経蔵 - 元和4年（1618年）再建。
- 鐘楼
- 山門

## 文化財

### 国宝
- 木造阿弥陀如来坐像 - 平安後期の定朝様（じょうちょうよう）の阿弥陀像。坐高2.27メートルの大作で、仏師院覚の作。2020年（令和2年）度国宝指定[2][3]。定朝様の三阿弥陀（他は平等院、法界寺）の一つである[4]。

### 重要文化財
- 厨子入木造十一面観音坐像 - 像底に正和5年（1316年）造立、元応元年（1319年）摺仏等納入の朱漆銘があり、像内に銅製舎利容器を納める。坐像で四手の十一面観音菩薩は珍しい[4]。
  - 附：像内納入品[注 1]
    - 元応元年六月円宗朝海造立願文 1通
    - 十一面観音摺仏 5巻 - 紙背の結縁交名中に文保元年四月、元応元年六月等の記がある。
    - 十一面観音摺仏 1,000枚 - 内二枚に文保二年七月の年記がある。
    - 十一面観音真言、結縁交名等461枚 - 文保元年九月、十月、同三年正月、元応元年五月、六月の年記及び諸宗高僧等の名がある。
    - 版本両界種子曼荼羅 1紙 - 紙背に元応元年六月、慈明の墨書がある。
    - 版本種子曼荼羅（袈裟曼荼羅） 1紙
- 木造地蔵菩薩立像 - 平安時代後期。
- 木造僧形文殊坐像 - 平安時代後期。
- 蓮華式香炉 - 古清水（こきよみず）焼きで蓮の花をかたどった香炉。京都国立博物館寄託。
- 木造地蔵菩薩坐像 - 平安時代後期。一丈六尺の大きさで目に金箔が貼られていたことから金目（かなめ）地蔵と呼ばれる。転じて要地蔵、叶（かなえ）地蔵とも呼ばれる。通常非公開であるが、毎月23日に法要が営まれる。参加自由。

典拠：2000年までに指定の重要文化財については、『国宝・重要文化財大全 別巻』（所有者別総合目録・名称総索引・統計資料）（毎日新聞社、2000）による。

### 国指定特別名勝
- 青女の滝（せいじょのたき） 附：五位山

### 重要美術品
- 後宸翰陽成天皇御宸翰

### その他
- 蓮の名所であり、7月頃の花期のみ早朝の7時から拝観可能となる。
- 待賢門院（藤原璋子）の墓が、寺院の北にある墓地にあるが、明治以降は寺から切り離されて宮内省（現・宮内庁）の管理する「鳥羽天皇皇后璋子 花園西陵」となり、陵への現在の参道は寺院とは丘の反対側の北側からとなる。

## 前後の札所
関西花の寺二十五霊場
12 久安寺　-　13 法金剛院　-　14 興聖寺
京都十三仏霊場
9 仁和寺　-　10 法金剛院　-　11 隨心院

## 所在地
- 京都府京都市右京区花園扇野町49

## アクセス
- JR山陰本線（嵯峨野線） 花園駅より徒歩約5分。
- 京都市バス・京都バス 花園扇野町バス停下車すぐ。